# Giải bóng đá U-19 Quốc gia 2006
Giải bóng đá U19 Quốc gia Việt Nam 2006 là mùa giải đầu tiên do VFF tổ chức dành cho lứa cầu thủ bóng đá dưới 19 tuổi mà trước đó giải đấu chỉ dành cho cầu thủ dưới 18 tuổi. Giải đấu này diễn ra theo hai giai đoạn, vòng loại sẽ khởi tranh từ ngày 9/1/2006 và kết thúc vào ngày 9/3/2006. Vòng chung kết diễn ra từ 11/4 đến ngày 21/4/2006.

## Điều lệ
20 đội bóng tham dự vòng loại, chia thành ba Bảng:
- Bảng A: gồm 7 đội: Sông Lam Nghệ An, H.Thanh Hóa, LG HN ACB, Hoà Phát Hà Nội, GM M.Nam Định, M.H Hải Phòng, Thể Công Viettel.
- Bảng B: gồm 6 đội: Thành Long.TPHCM, Hoàng Anh Gia Lai, Khatoco Khánh Hòa, Đà Nẵng, Bình Định, Đồng Nai.
- Bảng C: gồm 7 đội: TMN CSG, Tiền Giang, Đồng Tháp, An Giang, Gạch Đồng Tâm Long An, Tây Ninh, Bình Dương.

Tại vòng loại:
Các đội thi đấu vòng tròn hai lượt tính điểm, xếp hạng ở mỗi bảng để chọn 8 đội vào thi đấu vòng chung kết:
- Sáu đội xếp thứ nhất, nhì của ba bảng A,B,C.
- Chọn hai đội trong số ba đội xếp thứ ba của bảng A, B, C có điểm và các chỉ số cao hơn (cách chọn: không tính kết quả của hai trận đi và về giữa đội xếp thứ ba gặp đội xếp thứ bảy tại hai bảng A và C. Như vậy, ba đội xếp thứ ba đều tính điểm và các chỉ số phụ trên số trận bằng nhau là 10 trận.

Tại Vòng chung kết:
Tám đội được chia thành hai nhóm X và Y, bốn đội/nhóm thi đấu vòng trong một lượt ở mỗi nhóm để tính điểm hoặc xếp hạng.
| Nhóm X     | Nhóm Y     |
| 1A         | 1B         |
| 2B         | 1C         |
| 2C         | 2A         |
| 3A hoăc 3B | 3C hoặc 3B |

## Thời gian thi đấu
Vòng loại:
- Lượt đi: từ ngày 9/1 - 16/2/2006
- Lượt về: từ ngày 20/2 - 9/3/2006

Vòng chung kết:
- Thời gian: Từ ngày 11/4 – 21/4/2015
- Địa điểm: Trung tâm Thể thao Thành Long, Thành phố Hồ Chí Minh.[4]

## Vòng loại

### Bảng A
| Lượt đi | Lượt đi   | Lượt đi | Lượt đi         | Lượt đi | Trận             | Trận | Trận             | Lượt về | Lượt về       | Lượt về | Lượt về   | Lượt về |
| ------- | --------- | ------- | --------------- | ------- | ---------------- | ---- | ---------------- | ------- | ------------- | ------- | --------- | ------- |
| Vòng    | Ngày      | Giờ     | Sân             | Tỷ số   | Đội 1            | -    | Đội 2            | Tỷ số   | Sân           | Giờ     | Ngày      | Vòng    |
| Vòng 1  | 9/1/2006  | 13h15   | Sân LG HN ACB   | 2-2     | Sông Lam Nghệ An | -    | Thanh Hóa        | 3-2     | Sân Vinh      | 13h15   | 20/2/2006 | Vòng 8  |
| Vòng 1  | 9/1/2006  | 15h15   | Sân LG HN ACB   | 1-0     | Hà Nội ACB       | -    | Hòa Phát Hà Nội  | 0-1     | Sân Vinh      | 15h15   | 20/2/2006 | Vòng 8  |
| Vòng 1  | 9/1/2006  | 15h15   | Sân Nam Định    | 1-1     | Mikado Nam Định  | -    | Hải Phòng        | 0-0     | Sân Lạch Tray | 15h30   | 20/2/2006 | Vòng 8  |
| Vòng 2  | 11/1/2006 | 13h15   | Sân LG HN ACB   | 0-0     | Thanh Hóa        | -    | Hà Nội ACB       | 1-1     | Sân Vinh      | 13h15   | 22/2/2006 | Vòng 9  |
| Vòng 2  | 11/1/2006 | 15h15   | Sân LG HN ACB   | 1-5     | Hòa Phát Hà Nội  | -    | Sông Lam Nghệ An | 0-2     | Sân Vinh      | 15h15   | 22/2/2006 | Vòng 9  |
| Vòng 2  | 11/1/2006 | 15h15   | Sân Nam Định    | 1-2     | Thể Công Viettel | -    | Hải Phòng        | 1-2     | Sân Lạch Tray | 15h30   | 22/2/2006 | Vòng 9  |
| Vòng 3  | 13/1/2006 | 13h15   | Sân Hòa Phát    | 2-0     | Sông Lam Nghệ An | -    | Hà Nội ACB       | 4-0     | Sân Vinh      | 15h15   | 24/2/2006 | Vòng 10 |
| Vòng 3  | 13/1/2006 | 15h15   | Sân Hòa Phát    | 0-2     | Thanh Hóa        | -    | Hải Phòng        | 0-0     | Sân Vinh      | 13h15   | 24/2/2006 | Vòng 10 |
| Vòng 3  | 13/1/2006 | 15h00   | Sân Nam Định    | 0-2     | Thể Công Viettel | -    | Mikado Nam Định  | 0-1     | Sân Lạch Tray | 15h30   | 24/2/2006 | Vòng 10 |
| Vòng 4  | 7/2/2006  | 13h15   | Sân Hà Tây      | 1-0     | Thanh Hóa        | -    | Hải Phòng        | 2-0     | Sân Thanh Hóa | 15h00   | 28/2/2006 | Vòng 11 |
| Vòng 4  | 7/2/2006  | 15h15   | Sân Hà Tây      | 2-0     | Sông Lam Nghệ An | -    | Thể Công Viettel | 6-0     | Sân Hậu Lộc   | 15h00   | 28/2/2006 | Vòng 11 |
| Vòng 4  | 7/2/2006  | 15h00   | Sân LG HN ACB   | 0-1     | Hà Nội ACB       | -    | Mikado Nam Định  | 0-1     | Sân Nam Định  | 15h00   | 28/2/2006 | Vòng 11 |
| Vòng 5  | 9/2/2006  | 13h15   | Sân Hà Tây      | 4-0     | Sông Lam Nghệ An | -    | Hải Phòng        | 1-1     | Sân Thanh Hóa | 15h00   | 2/3/2006  | Vòng 12 |
| Vòng 5  | 9/2/2006  | 15h15   | Sân Hà Tây      | 1-1     | Thanh Hóa        | -    | Thể Công Viettel | 2-0     | Sân Hậu Lộc   | 15h00   | 2/3/2006  | Vòng 12 |
| Vòng 5  | 9/2/2006  | 15h00   | Sân tập Mỹ Đình | 0-5     | Hòa Phát Hà Nội  | -    | Mikado Nam Định  | 0-6     | Sân Nam Định  | 15h00   | 2/3/2006  | Vòng 12 |
| Vòng 6  | 14/2/2006 | 13h15   | Sân tập Mỹ Đình | 1-0     | Sông Lam Nghệ An | -    | Nam Định         | 0-1     | Sân Nam Định  | 15h00   | 7/3/2006  | Vòng 13 |
| Vòng 6  | 14/2/2006 | 15h15   | Sân tập Mỹ Đình | 3-0     | Hòa Phát Hà Nội  | -    | Hải Phòng        | 0-2     | Sân Lạch Tray | 13h30   | 7/3/2006  | Vòng 13 |
| Vòng 6  | 14/2/2006 | 15h00   | Sân Hà Tây      | 0-0     | Hà Nội ACB       | -    | Thể Công Viettel | 0-1     | Sân Lạch Tray | 15h30   | 7/3/2006  | Vòng 13 |
| Vòng 7  | 16/2/2006 | 15h00   | Sân Hà Tây      | 1-0     | Hòa Phát Hà Nội  | -    | Thể Công Viettel | 4-2     | Sân Hòa Phát  | 15h00   | 9/3/2006  | Vòng 14 |
| Vòng 7  | 16/2/2006 | 15h00   | Sân Thanh Hóa   | 1-2     | Thanh Hóa        | -    | Mikado Nam Định  | 0-1     | Sân Thanh Hóa | 15h00   | 9/3/2006  | Vòng 14 |
| Vòng 7  | 16/2/2006 | 15h00   | Sân LG HN ACB   | 1-1     | Hà Nội ACB       | -    | Hải Phòng        | 0-1     | Sân Lạch Tray | 15h30   | 9/3/2006  | Vòng 14 |

| Thư tự | Đội              | Trận | Thắng | Hòa | Thua | Hiệu số | Điểm |
| 1      | Mikado Nam Định  | 12   | 9     | 3   | 0    | 21-2    | 30   |
| 2      | Sông Lam Nghệ An | 12   | 8     | 3   | 1    | 31-7    | 27   |
| 3      | Hòa Phát Hà Nội  | 12   | 5     | 1   | 6    | 12-23   | 16   |
| 4      | Hải Phòng        | 12   | 4     | 4   | 4    | 10-15   | 16   |
| 5      | Thanh Hóa        | 12   | 3     | 5   | 4    | 12-12   | 14   |
| 6      | Hà Nội ACB       | 12   | 2     | 4   | 6    | 4-12    | 10   |
| 7      | Thể Công Viettel | 12   | 0     | 2   | 10   | 5-24    | 2    |

### Bảng B
| Lượt đi   | Lượt đi | Lượt đi       | Lượt đi | Trận                 | Trận | Trận                 | Lượt về | Lượt về        | Lượt về | Lượt về   |
| --------- | ------- | ------------- | ------- | -------------------- | ---- | -------------------- | ------- | -------------- | ------- | --------- |
| Ngày      | Giờ     | Sân           | Tỷ số   | Đội 1                | -    | Đội 2                | Tỷ số   | Sân            | Giờ     | Ngày      |
| 9/1/2006  | 17h00   | Sân Pleiku    | 0-4     | Bình Định            | -    | Hoàng Anh Gia Lai    | 2-2     | Sân Nha Trang  | 15h30   | 20/2/2006 |
| 11/1/2006 | 15h00   | Sân Pleiku    | 2-0     | Trung tâm Thành Long | -    | Đà Nẵng              | 1-4     | Sân Nha Trang  | 15h30   | 21/2/2006 |
| 11/1/2006 | 17h00   | Sân Pleiku    | 0-0     | Đồng Nai             | -    | Khánh Hòa            | 2-3     | Sân Nha Trang  | 15h30   | 22/2/2006 |
| 13/1/2006 | 15h00   | Sân Pleiku    | 0-0     | Đồng Nai             | -    | Trung tâm Thành Long | 1-2     | Sân Nha Trang  | 15h30   | 24/2/2006 |
| 13/1/2006 | 17h00   | Sân Pleiku    | 1-5     | Khánh Hòa            | -    | Hoàng Anh Gia Lai    | 1-0     | Sân Nha Trang  | 15h30   | 24/2/2006 |
| 6/2/2006  | 13h30   | Sân Tuyên Sơn | 1-1     | Đà Nẵng              | -    | Đồng Nai             | 1-0     | Sân Thành Long | 14h30   | 27/2/2006 |
| 6/2/2006  | 15h30   | Sân Tuyên Sơn | 1-1     | Trung tâm Thành Long | -    | Hoàng Anh Gia Lai    | 1-1     | Sân Thành Long | 16h30   | 27/2/2006 |
| 8/2/2006  | 13h30   | Sân Tuyên Sơn | 0-1     | Bình Định            | -    | Đà Nẵng              | 0-2     | Sân Thành Long | 14h30   | 1/3/2006  |
| 8/2/2006  | 15h30   | Sân Tuyên Sơn | 3-3     | Khánh Hòa            | -    | Trung tâm Thành Long | 1-1     | Sân Thành Long | 16h30   | 1/3/2006  |
| 10/2/2006 | 13h30   | Sân Tuyên Sơn | 1-0     | Khánh Hòa            | -    | Bình Định            | 1-0     | Sân Thành Long | 14h30   | 3/3/2006  |
| 10/2/2006 | 15h30   | Sân Tuyên Sơn | 1-3     | Đà Nẵng              | -    | Hoàng Anh Gia Lai    | 1-0     | Sân Thành Long | 16h30   | 3/3/2006  |
| 14/2/2006 | 13h30   | Sân Quy Nhơn  | 1-0     | Bình Định            | -    | Đồng Nai             | 1-1     | Sân Đồng Nai   | 13h30   | 7/3/2006  |
| 14/2/2006 | 15h30   | Sân Quy Nhơn  | 1-1     | Khánh Hòa            | -    | Đà Nẵng              | 1-1     | Sân Đồng Nai   | 15h30   | 7/3/2006  |
| 16/2/2006 | 13h30   | Sân Quy Nhơn  | 2-1     | Đồng Nai             | -    | Hoàng Anh Gia Lai    | 3-1     | Sân Đồng Nai   | 13h30   | 9/3/2006  |
| 16/2/2006 | 15h30   | Sân Quy Nhơn  | 2-2     | Trung tâm Thành Long | -    | Bình Định            | 1-1     | Sân Đồng Nai   | 15h30   | 9/3/2006  |

| Thư tự | Đội                  | Trận | Thắng | Hòa | Thua | Hiệu số | Điểm |
| 1      | Đà Nẵng              | 8    | 5     | 3   | 2    | 13-9    | 18   |
| 2      | Khánh Hòa            | 8    | 3     | 7   | 0    | 13-10   | 16   |
| 3      | Trung tâm Thành Long | 8    | 3     | 6   | 1    | 16-15   | 15   |
| 4      | Hoàng Anh Gia Lai    | 8    | 2     | 5   | 3    | 15-13   | 11   |
| 5      | Đồng Nai             | 8    | 2     | 3   | 5    | 11-13   | 9    |
| 6      | Bình Định            | 8    | 1     | 4   | 5    | 7-15    | 7    |

### Bảng C
| Lượt đi | Lượt đi   | Lượt đi | Lượt đi          | Lượt đi | Trận         | Trận | Trận         | Lượt về | Lượt về          | Lượt về | Lượt về   | Lượt về |
| ------- | --------- | ------- | ---------------- | ------- | ------------ | ---- | ------------ | ------- | ---------------- | ------- | --------- | ------- |
| Vòng    | Ngày      | Giờ     | Sân              | Tỷ số   | Đội 1        | -    | Đội 2        | Tỷ số   | Sân              | Giờ     | Ngày      | Vòng    |
| Vòng 1  | 9/1/2006  | 14h00   | Sân An Giang     | 0-2     | Long An      | -    | Tiền Giang   | 1-0     | Sân Tiền Giang   | 15h30   | 20/2/2006 | Vòng 8  |
| Vòng 1  | 9/1/2006  | 16h00   | Sân An Giang     | 0-2     | An Giang     | -    | Đồng Tháp    | 2-3     | Sân Tiền Giang   | 13h30   | 20/2/2006 | Vòng 8  |
| Vòng 1  | 9/1/2006  | 15h00   | Sân Tây Ninh     | 2-0     | Bình Dương   | -    | Tây Ninh     | 2-1     | Sân Bình Dương   | 15h30   | 20/2/2006 | Vòng 8  |
| Vòng 2  | 11/1/2006 | 14h00   | Sân An Giang     | 1-1     | Tiền Giang   | -    | An Giang     | 3-2     | Sân Tiền Giang   | 15h00   | 22/2/2006 | Vòng 9  |
| Vòng 2  | 11/1/2006 | 16h00   | Sân An Giang     | 0-1     | Đồng Tháp    | -    | Long An      | 1-1     | Sân Long An      | 15h00   | 22/2/2006 | Vòng 9  |
| Vòng 2  | 11/1/2006 | 15h00   | Sân Tây Ninh     | 2-5     | Bình Dương   | -    | Cảng Sài Gòn | 0-2     | Sân Cảng Sài Gòn | 15h00   | 22/2/2006 | Vòng 9  |
| Vòng 3  | 13/1/2006 | 15h00   | Sân An Giang     | 0-2     | Long An      | -    | An Giang     | 0-2     | Sân Tiền Giang   | 13h30   | 24/2/2006 | Vòng 10 |
| Vòng 3  | 13/1/2006 | 15h00   | Sân Cao Lãnh     | 1-2     | Tiền giang   | -    | Đồng Tháp    | 2-1     | Sân Tiền Giang   | 15h30   | 24/2/2006 | Vòng 10 |
| Vòng 3  | 13/1/2006 | 15h00   | Sân Tây Ninh     | 0-1     | Tây Ninh     | -    | Cảng Sài Gòn | 2-3     | Sân Cảng Sài Gòn | 15h00   | 24/2/2006 | Vòng 10 |
| Vòng 4  | 7/2/2006  | 15h00   | Sân Long An      | 2-4     | Tây Ninh     | -    | Tiền Giang   | 1-1     | Sân Bình Dương   | 15h00   | 28/2/2006 | Vòng 11 |
| Vòng 4  | 7/2/2006  | 17h00   | Sân Long An      | 2-2     | Bình Dương   | -    | Long An      | 1-0     | Sân Tây Ninh     | 15h00   | 28/2/2006 | Vòng 11 |
| Vòng 4  | 7/2/2006  | 15h00   | Sân Cảng Sài Gòn | 7-0     | Cảng Sài Gòn | -    | An Giang     | 0-3     | Sân An Giang     | 15h00   | 28/2/2006 | Vòng 11 |
| Vòng 5  | 9/2/2006  | 15h00   | Sân Long An      | 0-3     | Bình Dương   | -    | Tiền Giang   | 1-0     | Sân Bình Dương   | 15h00   | 2/3/2006  | Vòng 12 |
| Vòng 5  | 9/2/2006  | 17h00   | Sân Long An      | 3-0     | Tây Ninh     | -    | Long An      | 4-0     | Sân Tây Ninh     | 15h00   | 2/3/2006  | Vòng 12 |
| Vòng 5  | 9/2/2006  | 15h00   | Sân Cảng Sài Gòn | 1-0     | Cảng Sài Gòn | -    | Đồng Tháp    | 2-1     | Sân Cao Lãnh     | 15h00   | 2/3/2006  | Vòng 12 |
| Vòng 6  | 14/2/2006 | 15h00   | Sân Bình Dương   | 3-0     | Bình Dương   | -    | An Giang     | 3-2     | Sân Cao Lãnh     | 13h30   | 7/3/2006  | Vòng 13 |
| Vòng 6  | 14/2/2006 | 15h00   | Sân Tây Ninh     | 0-1     | Tây Ninh     | -    | Đồng Tháp    | 2-2     | Sân Cao Lãnh     | 15h30   | 7/3/2006  | Vòng 13 |
| Vòng 6  | 14/2/2006 | 15h00   | Sân Tiền Giang   | 0-3     | Cảng Sài Gòn | -    | Tiền Giang   | 0-1     | Sân Cảng Sài Gòn | 15h00   | 7/3/2006  | Vòng 13 |
| Vòng 7  | 16/2/2006 | 13h30   | Sân Bình Dương   | 2-0     | Tây Ninh     | -    | An Giang     | 3-2     | Sân Cao Lãnh     | 13h30   | 9/3/2006  | Vòng 14 |
| Vòng 7  | 16/2/2006 | 15h30   | Sân Bình Dương   | 3-0     | Bình Dương   | -    | Đồng Tháp    | 2-1     | Sân Cao Lãnh     | 15h30   | 9/3/2006  | Vòng 14 |
| Vòng 7  | 16/2/2006 | 15h30   | Sân Cảng Sài Gòn | 1-0     | Cảng Sài Gòn | -    | Long An      | 2-2     | Sân Long An      | 15h00   | 9/3/2006  | Vòng 14 |

| Thư tự | Đội          | Trận | Thắng | Hòa | Thua | Hiệu số | Điểm |
| 1      | Tiền Giang   | 12   | 8     | 2   | 2    | 22-10   | 26   |
| 2      | Cảng Sài Gòn | 12   | 8     | 1   | 3    | 24-14   | 25   |
| 3      | Bình Dương   | 12   | 7     | 2   | 3    | 18-16   | 23   |
| 4      | Đồng Tháp    | 12   | 4     | 3   | 5    | 14-14   | 15   |
| 5      | Tây Ninh     | 12   | 2     | 4   | 6    | 20-18   | 14   |
| 6      | An Giang     | 12   | 3     | 1   | 8    | 16-27   | 10   |
| 7      | Long An      | 12   | 1     | 3   | 8    | 6-21    | 6    |

## Vòng chung kết
Tất cả các trận đấu diễn ra trên sân vận động Trung tâm Thành Long, Thành phố Hồ Chí Minh.

### Bảng A
| Vòng bảng | Vòng bảng | Trận                 | Trận  | Trận                 |
| --------- | --------- | -------------------- | ----- | -------------------- |
| Ngày      | Giờ       | Đội 1                | Tỷ số | Đội 2                |
| 11/4/2006 | 15h30     | Trung tâm Thành Long | 1 - 1 | Cảng Sài Gòn         |
| 11/4/2006 | 17h30     | Mikado Nam Định      | 2 - 0 | Khatoco Khánh Hòa    |
| 13/4/2006 | 15h30     | Mikado Nam Định      | 2 - 1 | Cảng Sài Gòn         |
| 13/4/2006 | 17h30     | Khatoco Khánh Hòa    | 0 - 1 | Trung tâm Thành Long |
| 15/4/2006 | 15h30     | Cảng Sài Gòn         | 1 - 1 | Khatoco Khánh Hòa    |
| 15/4/2006 | 17h30     | Trung tâm Thành Long | 1 - 1 | Mikado Nam Định      |

| Thứ tự | Đội                  | Trận | Thắng | Hòa | Thua | Hiệu số | Điểm |
| 1      | Mikado Nam Định      | 3    | 2     | 1   | 0    | 4-2     | 7    |
| 2      | Trung tâm Thành Long | 3    | 1     | 2   | 0    | 3-2     | 5    |
| 3      | Cảng Sài Gòn         | 3    | 0     | 2   | 1    | 3-4     | 2    |
| 4      | Khatoco Khánh Hòa    | 3    | 0     | 1   | 2    | 1-4     | 1    |

### Bảng Y
| VT | Đội                 | ST | T | H | B | BT | BB | HS  | Đ | Giành quyền tham dự |
| -- | ------------------- | -- | - | - | - | -- | -- | --- | - | ------------------- |
| 1  | Đà Nẵng             | 3  | 1 | 2 | 0 | 5  | 3  | +2  | 5 |                     |
| 2  | Tiền Giang          | 3  | 1 | 2 | 0 | 6  | 2  | +4  | 5 |                     |
| 3  | P. Sông Lam Nghệ An | 3  | 1 | 2 | 0 | 6  | 2  | +4  | 5 | Bán kết             |
| 4  | Bình Dương          | 3  | 0 | 0 | 3 | 1  | 11 | −10 | 0 | Bán kết             |

| Tiền Giang | 0-0      | P. Sông Lam Nghệ An |
| ---------- | -------- | ------------------- |
|            | Chi tiết |                     |

| Đà Nẵng                                      | 2-0      | Bình Dương |
| -------------------------------------------- | -------- | ---------- |
| Phan Trường Thiên Vũ 27' · Lê Văn Truyền 77' | Chi tiết |            |

| P. Sông Lam Nghệ An | 1-1      | Đà Nẵng |
| ------------------- | -------- | ------- |
|                     | Chi tiết |         |

| Tiền Giang | 4-0      | Bình Dương |
| ---------- | -------- | ---------- |
|            | Chi tiết |            |

| P. Sông Lam Nghệ An | 5-1 | Bình Dương |
| ------------------- | --- | ---------- |
|                     |     |            |

| Tiền Giang                   | 2-2 | Đà Nẵng                             |
| ---------------------------- | --- | ----------------------------------- |
| Phúc Hiệp 15' · Hữu Việt 54' |     | Thiên Vũ 34' · Văn Quân 61' (ph.đ.) |

Kỷ luật trong mùa giải
Sau sáu lượt trận đấu của các đội bóng ở hai bảng X và Y, Ban tổ chức nhận xét như sau:
"5 lượt trận đầu tiên, các đội đã thể hiện được tinh thần thi đấu cao để giành thắng lợi. Các trận đấu đều diễn ra sòng phẳng đúng với tinh thần của giải bóng đá trẻ. Tuy nhiên ở lượt trận thứ 6, trong khi trận đấu giữa Sông Lam Nghệ An và Bình Dương diễn ra nghiêm túc thì trận đấu (cùng giờ) giữa hai đội Tiền Giang và Đà Nẵng lại diễn ra trái ngược với tinh thần thể thao lành mạnh. Cầu thủ hai đội thi đấu một cách tiêu cực, các bàn thắng mang tính chất dàn xếp, thể hiện thái độ coi thường khán giả, Ban tổ chức giải, đi ngược lại tiêu chí do Liên đoàn bóng đá Việt Nam và Ban tổ chức giải đã đề ra". 
Căn cứ vào báo cáo giám sát, trọng tài và các tư liệu chuyên môn, Ban tổ chức giải quyết định:
- Cảnh cáo hai đội bóng đá lứa tuổi U19 Tiền Giang và Đà Nẵng
- Truất quyền vào thi đấu vòng bán kết của hai đội bóng trên
- Hai đội bóng U19 Sông Lam Nghệ An và U19 Bình Dương được thay thế U19 Tiền Giang và U19 Đà Nẵng thi đấu vòng bán kết.[5]

## Vòng bán kết
|  | v |  |
|  | - |  |
|  |   |  |

|  | v |  |
|  | - |  |
|  |   |  |

## Trận chung kết
|  | v |  |
|  | - |  |
|  |   |  |

|  |   | Luân lưu 11m |
|  | ' |              |

## Tổng kết mùa giải
- Đội vô địch: U19 Sông Lam Nghệ An (Cúp, Cờ, HCV và giải thưởng 60 triệu đồng)
- Đội xếp thứ Nhì: U19 GM Mikado Nam Định (Cờ, HCB và giải thưởng 40 triệu đồng)
- Đồng hạng Ba: U19 Thành Long Thành phố Hồ Chí Minh và U19 Bình Dương (Cờ, HCB và giải thưởng 40 triệu đồng)
- Giải phong cách: Thành Long TPHCM (Cờ và giải thưởng 20 triệu đồng)
- Cầu thủ ghi nhiều bàn thắng nhất Vòng chung kết: Nguyễn Hồng Việt (Pjico Sông Lam Nghệ An) - 6 bàn
- Cầu thủ xuất sắc nhất Vòng chung kết: Nguyễn Hữu Sơn (10 - U19 Hà Nội T&T)
- Thủ môn xuất sắc nhất Vòng chung kết: Nguyễn Thanh Tuấn (1- U19 Thành Long)